# زهرا کارینشاک
زهرا کارینشاک، وکیل و سیاستمدار در ۶ نوامبر ۲۰۱۸ به عنوان سناتور دموکرات از ناحیه ۴۸ به مجلس ایالت جورجیا راه یافت. او در تاریخ ۶ اسفند ۱۳۹۸، برای راهیابی به مجلس نمایندگان ایالات متحده آمریکا اقدام کرد، اما آرای لازم در انتخابات مقدماتی بین دموکراتها که در ناحیه ۷، در تاریخ ۹ ژوئن ۲۰۲۰ برگزار شد را بدست نیاورد.

## زندگی‌نامه
زهرا کارینشاک (شیخ الاسلام)، در شهر چاتانوگا در ایالت تنسی از پدری ایرانی و مادری آمریکایی بدنیا آمد، اما در ایالت جورجیا بزرگ شد. پدر او، مهدی شیخ الاسلام، فارغ‌التحصیل ادبیات انگلیسی و رشته پزشکی از دانشگاه شیراز، در سال ۱۹۶۳ جهت ادامهٔ تحصیل در رشته جراحی ارتوپد به آمریکا مهاجرت کرد.

## تحصیلات و مشاغل
زهرا در سال ۱۹۸۵ توسط جورج داردن، نماینده ایالت جورجیا در کنگره آمریکا، جهت ثبت نام در آکادمی نیروی هوایی ایالات متحده آمریکا معرفی شد. او در سال ۱۹۸۹ در رشته روابط بین‌الملل با گرایش زبان عربی فارغ‌التحصیل و به عنوان بهترین فارغ‌التحصیل در رشته حقوق شناخته شد. پس از پایان خدمت نظام وظیفه، در رشته حقوق دانشگاه اموری ادامه تحصیل داد و در دوران تحصیل سردبیر مجله حقوق دانشگاه بود و عنوان فارغ‌التحصیل نمونه و برتر را کسب کرد. زهرا پس از کسب تجربه در دادگاه و مشاغل خصوصی از سال ۲۰۰۳ تا ۲۰۱۱ به عنوان معاون دادستان فدرال در شهر اتلانتا، پرونده‌های تخلفاتی شامل جنایت‌های خشونت‌آمیز، پول‌شویی، فساد عمومی، قاچاق اسلحه، قاچاق انسان و تجاوز به کودکان را پیگیری می‌کرد.

## مشاغل سیاسی
زهرا کارینشاک در سال ۲۰۱۷ برای به دست آوردن کرسی ناحیه ۴۸ در مجلس سنا ایالت جورجیا وارد رقابت‌های انتخاباتی شد. زهرا که از نامزدهای مورد حمایت حزب دموکرات بود با کسب ۵۳٫۶ درصد آراء در برابر رقیب خود که ۴۶٫۴ درصد آراء را کسب کرده بود، به مجلس سنای ایالت جورجیا راه یافت. کارزار انتخاباتی زهرا کارینشاک، از طرف باراک اوباما رئیس‌جمهور سابق آمریکا و چندین سازمان معتبر دیگر مورد حمایت و تأیید قرار گرفته بود.